# Clubiona maculata
Clubiona maculata este o specie de păianjeni din genul Clubiona, familia Clubionidae, descrisă de Roewer, 1951.
Este endemică în Queensland. Conform Catalogue of Life specia Clubiona maculata nu are subspecii cunoscute.